# (149951) Hildakowalski
(149951) Hildakowalski est un astéroïde de la ceinture principale.

## Description
(149951) Hildakowalski est un astéroïde de la ceinture principale. Il fut découvert le 3 octobre 2005 aux Monts Santa Catalina par le projet CSS. Il présente une orbite caractérisée par un demi-grand axe de 2,35 UA, une excentricité de 0,15 et une inclinaison de 6,4° par rapport à l'écliptique.

## Compléments